# 小行星8733
小行星8733（英語：8733 Ohsugi）是一颗围绕太阳公转的小行星。1996年12月20日，小林隆男在大泉天文台发现了此天体。
这颗小行星的绝对星等为88.08928196254467等。